# Dyer (Arkansas)
Dyer é uma cidade  localizada no estado americano de Arkansas, no Condado de Crawford.

## Demografia
Segundo o censo americano de 2000, a sua população era de 585 habitantes.
Em 2006, foi estimada uma população de 617, um aumento de 32 (5.5%).

## Geografia
De acordo com o United States Census Bureau, a localidade tem uma área de 6,7 km², sem área coberta por água.

## Localidades na vizinhança
O diagrama seguinte representa as localidades num raio de 24 km ao redor de Dyer.